# Adidas

Původní logo používané do roku 1998, nyní se používá na produktech značky Adidas Originals

Adidas je německý koncern, sídlící v bavorském městě Herzogenaurach. Je to přední světová firma vyrábějící sportovní oblečení, obuv a sportovní potřeby.
Symbolem firmy Adidas jsou tři černé proužky, které se umísťují většinou v případě oblečení přes celou délku rukávů a v případě bot na jejich vnější boční stranu. V roce 1972 převzala firma nové logo, tzv. „Trefoil“, které připomíná trojlístek se třemi pruhy. Název firmy je odvozen od jejího zakladatele Adolfa (zkráceně „Adi“) Dasslera. Ze zkratek Adi Dassler vzniklo slovo Adidas.

## Historie
Bratři Adolf a Rudolf Dasslerové založili v roce 1924 firmu na výrobu sportovní obuvi Gebrüder Dassler Schuhfabrik, která získala velký podíl na německém trhu i v zahraničí. V roce 1948 se bratři rozešli a každý si založil svoji vlastní firmu. Rudolf založil opět firmu vyrábějící sportovní obuv a pojmenoval ji zprvu podle prvních dvou písmen ze svého jména Ruda (RUdolf DAssler). Později však firmu přejmenoval na Puma Schuhfabrik Rudolf Dassler. Obdobně postupoval i Adolf (Adi). Firma Adidas je v současnosti jednou z největších společností v Evropě v oboru výroby obuvi a jiných oděvních součástí pro sportovní aktivity.

## Fenomén "adidasky"
Slovem adidasky bývají v českém prostředí hovorově označovány některé produkty značky Adidas, přeneseně pak i výrobky jiných značek jim (vzhledem a funkcí) podobné. Základní tradiční ("firemní") barvou je modrá s bílou; možné však jsou i mnohé další kombinace.
- Sportovní a vycházkové boty (tenisky)
- Plavky sportovního střihu
- Sportovní (pánské i dámské) trenýrky charakteristické postranními lampasy složenými ze 3 úzkých proužků, příp. i lemováním nohaviček

### Externí odkazy

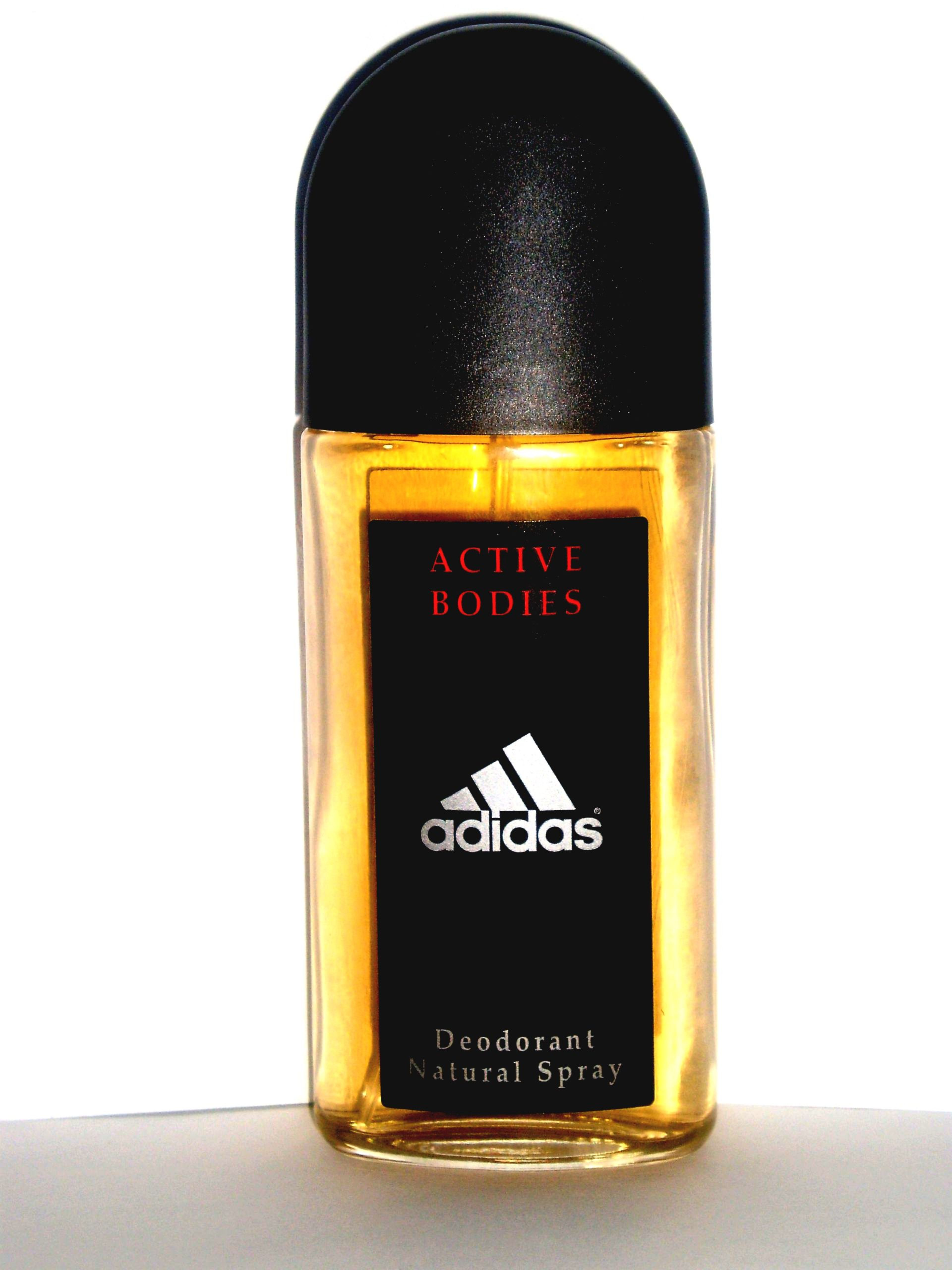
Adidas Active Bodies

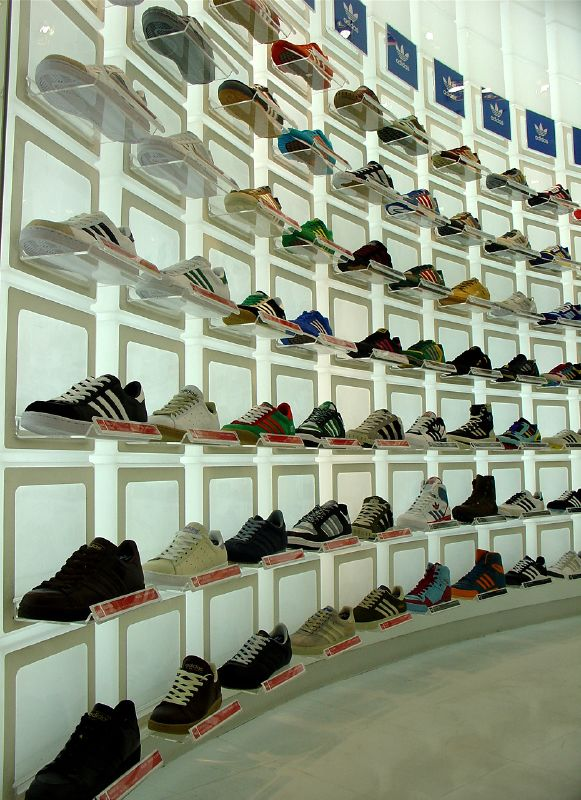
Kolekce bot Adidas